# Vadim Ojiganov
Vadim Vladimirovitch Ojiganov (en russe : Вадим Владимирович Ожиганов) est un joueur russe de volley-ball né le 8 septembre 1989. Il mesure 1,89 m et joue passeur.

## Clubs
| Club               | De        | À         |
| ------------------ | --------- | --------- |
| Zenit Kazan        | 2009-2010 | 2011-2012 |
| Lokomotiv Belgorod | 2012-2013 | ...       |

## Palmarès
- Ligue des champions (1)
  - Vainqueur : 2012
  - Finaliste : 2011
- Championnat de Russie (4)
  - Vainqueur : 2010, 2011, 2012, 2013
- Coupe de Russie (1)
  - Vainqueur : 2013
  - Finaliste : 2012
- Supercoupe de Russie (4)
  - Vainqueur : 2010, 2011, 2012, 2013